# Hypognatha matisia
Hypognatha matisia là một loài nhện trong họ Araneidae.
Loài này thuộc chi Hypognatha. Hypognatha matisia được Herbert Walter Levi miêu tả năm 1996.